# Soffio
Soffio (hangŭl: 숨; latinizzazione riveduta della lingua coreana: Sum; titolo internazionale: Soom) è un film del 2007 scritto e diretto da Kim Ki-duk, presentato in concorso al 60º Festival di Cannes.

## Trama
Una casalinga solitaria, Yeon, affronta la sua depressione e la sua rabbia iniziando un rapporto appassionato con un uomo condannato a morte. Dopo la scoperta dell'infedeltà del marito, Yeon visita la prigione in cui un famigerato criminale, Jin, è confinato. La donna sta seguendo le notizie di cronaca dei suoi numerosi tentativi di suicidio. Malgrado sia a conoscenza dei crimini di Jin, Yeon lo tratta come un vecchio amante e con tutte le sue forze cerca di renderlo felice, anche se non lo conosce.